# Médéa (tỉnh)
Médéa (tiếng Ả Rập: ولاية المدية) là một tỉnh (wilaya) của Algérie. Tỉnh lỵ là Médéa.

## Phân chia hành chính
Tỉnh có 19 huyện (daïra), các huyện này được chia thành 64 communes hay đô thị.

### Huyện
1. Aïn Boucif
2. Aziz
3. Béni Slimane
4. Berrouaghia
5. Chahbounia
6. Chellelet El Adhouara
7. El Azizia
8. El Omaria
9. Guelb El Kébir
10. Ksar El Boukhari
11. Médéa
12. Ouamri
13. Ouled Antar
14. Ouzera
15. Seghouane
16. Si Mahdjoub
17. Sidi Naâmane
18. Souaghi
19. Tablat

### Đô thị
1. Aïn Boucif
2. Aïn Ou Ksir
3. Aissaouia
4. Aziz
5. Baata
6. Benchicao
7. Beni Slimane
8. Berrouaghia
9. Bir Ben Laabed
10. Boghar
11. Bou Aiche
12. Bouaichoune
13. Bouchrahil
14. Boughezoui
15. Bouskene
16. Chahbounia Chelalet El Adhaoura
17. Cheniguel
18. Damiat
19. Derrag
20. Deux Bassins
21. Djouab
22. Draa Essamar
23. El Azizia
24. El Guelbelkebir
25. El Hamdania
26. El Omaria
27. El Ouinet
28. Hannacha
29. Kef Lakhdar
30. Khams Djouamaa
31. Ksar Boukhari
32. Meghraoua
33. Médéa
34. Medjebar
35. Meftaha
36. Mezerana
37. Mihoub
38. Ouamri
39. Oued Harbil
40. Ouled
41. Ouled Antar
42. Ouled Brahim
43. Ouled Deide
44. Ouled Hellal
45. Ouled Maaref
46. Oum El Djalil
47. Ouzera
48. Rebaia
49. Saneg
50. Sedraia
51. Seghouane
52. Sidi Mahdjoub
53. Sidi Damed
54. Sidi Errabia
55. Sidi Naamane
56. Sidi Zahar
57. Sidi Ziane
58. Souagui
59. Tablat
60. Tafraout
61. Tamesguida
62. Tlatet Eddouair
63. Zoubiria